# تیم ملی فوتبال زیر ۲۳ سال فیلیپین
تیم ملی فوتبال زیر ۲۳ سال فیلیپین (به انگلیسی: Philippines national under-23 football team) تیم فوتبال جوانان کشور فیلیپین است و زیر نظر فدراسیون فوتبال فیلیپین فعالیت می‌کند. این تیم نمایندهٔ فیلیپین در بازی‌های المپیک و بازی‌های آسیایی است.